# Кайло Рен
Кайло Рен (англ. Kylo Ren), также известный под своим настоящим именем как Бен Соло (англ. Ben Solo) — персонаж фантастической саги «Звёздные войны», один из главных героев фильмов «Пробуждение силы», «Последние джедаи» и «Скайуокер. Восход». Роль исполнил актёр Адам Драйвер.
Сын Хана Соло и Леи Органы. Изначально он тренировался как джедай у своего дяди Люка Скайуокера. Бен Соло перешёл на тёмную сторону Силы, стремясь стать таким же великим, как его дед Дарт Вейдер, и взял себе имя Кайло Рена. Кайло — магистр Рыцарей Рен, командующий, а затем Верховный лидер Первого Ордена — организации, порождённой из павшей Галактической Империи.

## Создание персонажа

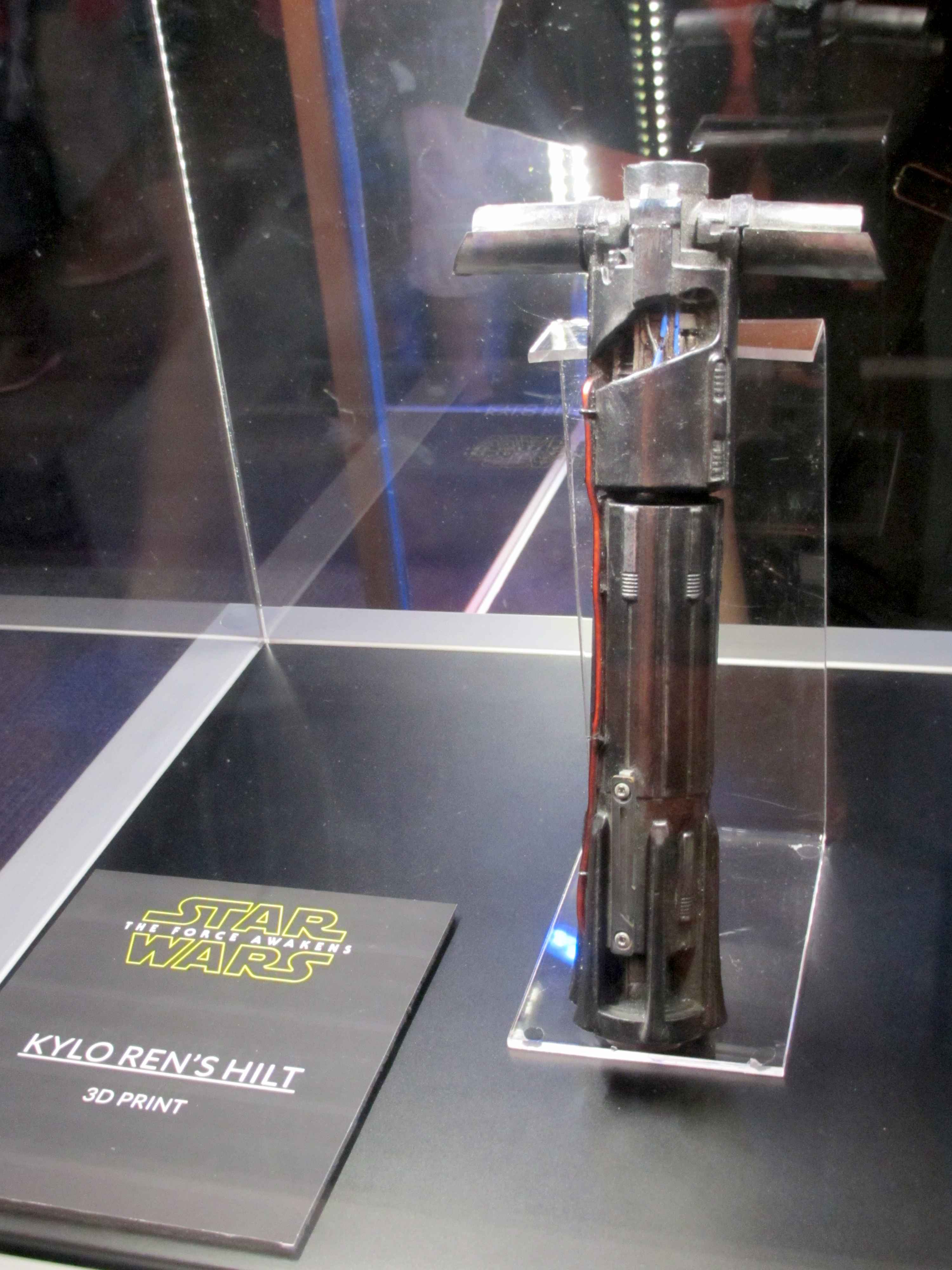
Световой меч Кайло Рена в голливудских студиях Диснея

После того, как компанию Lucasfilm, снявшую предыдущие шесть фильмов саги Звёздные войны, приобрела The Walt Disney Company в 2012 году, Лоуренс Кэздан, Дж. Дж. Абрамс и Майкл Арндт написали сценарий седьмого фильма «Звёздные войны: Пробуждение силы» (без участия создателя саги Джорджа Лукаса). 29 апреля 2014 года стали известны имена актёров, которым предстояло сыграть главные роли в седьмом эпизоде «Звёздных войн». 28 ноября 2014 вышел первый тизер-трейлер к фильму, в котором зрители впервые увидели Кайло Рена и его необычный красный световой меч с гардой. Имя персонажа стало известно несколько позже — Entertainment Weekly в созданных Lucasfilm коллекционных карточках в стиле Topps в декабре 2014. В мае 2015 года в журнале Vanity Fair фотограф Энни Лейбовиц подтвердила, что персонажа Адама Драйвера будут звать Кайло.
В интервью журнала Time Майкл Каплан — художник по костюмам — сообщил о том, что Абрамс просил сделать маску Рена хорошо запоминающейся для детей. Окончательный дизайн выбрали из множества вариантов, предложенных Абрамсу. Каплан сказал:

…Я не знаю, было ли впечатление того, что она [маска] покрыта спагетти, или что-то в другом роде, но позже Дж. Дж. посмотрел на то, что мы ему предоставили, и ему это понравилось. Кроме того, серебро в этих линиях отражает свет и меняет окраску при движении. Знаете, если вы посмотрите, как он стоит напротив огня, вы первым делом обратите внимание на маску.
Оригинальный текст (англ.)…I don’t know if it was the kind of spaghetti type lines on it or what, but the next time J. J. came by that was what we presented to him and he loved it. Also the silver in those lines kind of reflects and changes color with the action. You know, if he’s standing in front of fire you see that, so it almost brings you into the mask.
— Майкл Каплан
В августе 2015 года Абрамс сообщил Entertainment Weekly: «В фильме объясняется оригинальность маски и откуда она взялась, но её дизайн подразумевает отсылку к маске Вейдера». Драйвер объяснил, что на съёмках его правилом было «забыть, что ты в „Звёздных войнах“ и относиться к этому как к любой другой работе, наполненной деталями и проблемами», ведь для персонажей киновселенной «Дарт Вейдер существует на самом деле».

## Предыстория и характеристика
Автор иллюстрированного словаря по фильму «Звёздные войны: Пробуждение силы» Пабло Идальго сообщил в своём «Твиттере», что на момент действия седьмого эпизода Кайло Рену 29—30 лет. Он сын Хана Соло и Леи Органы, и изначально его звали Бен (англ. Ben). Спустя какое-то время после битвы при Эндоре Бен стал одним из учеников возрождённого Ордена Джедаев под наставничеством своего дяди, Люка Скайуокера. Проявляя большой потенциал в навыках управления Силой, Бен был одержим своим дедом, Дартом Вейдером. Считая своим предназначением закончить начатое Вейдером, Бен предал своего наставника Люка и уничтожил других членов Ордена, за что получил прозвище «Убийца Джедаев» (англ. Jedi Killer). Он взял себе новое имя Кайло Рен, когда встретил группу, называемую Рыцарями Рен. Кайло не принадлежит к числу ситхов, которые всегда выступали как основные враги джедаев, и работает под руководством Верховного Лидера Сноука, могущественного приверженца Тёмной стороны Силы.
Робби Коллин из The Daily Telegraph так описал Рена: «…Кайло Рен — решительно настроенный, ярый последователь Тёмной стороны силы, его потрескивающий и шипящий красный световой меч соответствует жестокому характеру владельца». Дж. Дж. Абрамс тоже говорил, что световой меч отражает личность владельца: «Световой меч — это нечто, созданное им самим, и он так же опасен, так же лют и так же небрежен, как и сам персонаж». The Telegraph также объясняет, что буйный и неуравновешенный характер Рена вместе с его неконтролируемым страхом делают его опасным. Мелисса Леон из The Daily Beast называет использование Реном Силы «значительным», ссылаясь на его возможности останавливать в воздухе заряд бластера, обездвиживать жертв и внедряться в их разум против их воли.
В августе 2015 Кэздан рассказал Entertainment Weekly: «Сейчас я написал сценарии к четырём фильмам „Звёздных войн“, и в них никогда не было такого персонажа, которого играет Адам. Я думаю, вам предстоит увидеть то, что запомнится, как новизна в саге». Также Кэздан сказал о Кайло Рене, что «он полон эмоций». Абрамс там же сказал следующее: «…Я думаю, настолько уникальным Рена делает то, что он ещё слишком юн и неопытен, когда сталкивается с таким персонажем, как Дарт Вейдер… Это не тот плохой парень с закрученными усами, которого вы представляете. Он немного более закомплексованный…». В декабре 2015 Драйвер заявил, что, несмотря на некоторое визуальное сходство Дарта Вейдера и Кайло Рена, последний не похож ни на одного злодея, появлявшегося ранее во франшизе. Актёр разъяснил сущность своего героя:

Я чувствую, что с ним связано то, что обычно, быть может, не ассоциируется с Тёмной стороной. Обычно вам представляются порядок, продуманность, много обязательств, и никаких сомнений… Он пока ещё не достиг этого уровня. Это проявляется в его костюме, в его световом мече — какой вы можете найти смысл в том, что в любой момент может дать сбой; что это может взорваться. Это для него в своём роде большая метафора.
Оригинальный текст (англ.)I feel there’s a recklessness about him that’s maybe not normally associated with the Dark Side. You normally think of order, and structure, and full commitment and no hesitation… he’s just a little bit more unpolished. It’s in his costume, in his lightsaber — how you kind of get the sense that it could just not work at any moment; that it could just blow up. That’s kind of like a big metaphor for him.
— Адам Драйвер

## Появление и роль

### «Пробуждение силы» (2015)
Кайло Рен появляется в самом начале седьмого фильма. Узнав, что Сопротивление заполучило карту с координатами Люка Скайуокера на пустынной планете Джакку, Рен со своими элитными бойцами, в числе которых был и Финн, высаживаются на ней и берут в плен Лор Сан Текку, у которого находится карта. Кайло Рен хладнокровно убивает его, но Текка успел передать карту По Дэмерону, который, в свою очередь, хотел улететь с ней и своим дроидом BB-8, но был также схвачен Первым Орденом.
В середине фильма, в ходе битвы на Такодане между Сопротивлением и Первым Орденом, Рен прибывает на планету в поисках дроида BB-8, в котором находится искомая карта. Он находит Рей, видевшую эту карту, и, использовав Силу, усыпляет героиню и забирает её на базу «Старкиллер» — заснеженную планету, превращённую в супероружие Первого Ордена.
В финале, после того как Хан Соло, Чубакка и Финн прибывают на базу «Старкиллер», где Рей уже успела выбраться из плена. Кайло встречается со своим отцом Ханом, который просит его вернуться в семью. Испытывая внутренние противоречия, Кайло убивает отца с помощью светового меча. В финале Кайло Рен поочерёдно вступает в дуэль на мечах с Финном и Рей. Кайло Рен проигрывает Рей, научившейся использовать Силу, и успевает эвакуироваться с разрушающейся планеты вместе с другими из Первого Ордена. Кайло Рен унаследовал от своего деда огромный потенциал Силы. Это подтверждает тот факт, что он смог затуманить сознание и тем самым убить очень могущественного адепта Силы Сноука. Однако навыки владения световым мечом оставляют желать лучшего, по всей видимости, из-за отсутствия должного обучения.

### «Последние джедаи» (2017)
Внутренний конфликт Рена лишь усиливается после убийства Хана Соло. Сила связывает его и Рей, позволяя им коммуницировать друг с другом.
Рей полагает, что его конфликт в конечном итоге вернет его на свет, но Рен приводит её к Сноуку, который приказывает Рену убить её. Однако Рен, используя Силу, активирует световой меч, который лежал рядом со Сноуком, и, разрезав его пополам, убивает его и спасает Рей.
Рен предлагает Рей присоединиться к нему и править галактикой вместе. Он хочет создать новый орден, отдельно от Сопротивления и Первого ордена. Когда Рей отказывается, Рен объявляет себя новым Верховным лидером Первого ордена и приказывает своим войскам атаковать базу Сопротивления. На планете, на которой находилась база Сопротивления, Рен вступает с «Люком» в бой и когда, как он думал, он взорвал его и разрезал пополам, когда сошёлся с ним один на один, Люк оставался стоять на своём месте. «Люк» оказывается простой голограммой, вызванной настоящим Люком с помощью Силы на Эч-To, для отвлечения Первого ордена, чтобы дать возможность Сопротивлению уйти. Во время штурма базы он через Силу обменивается последним взглядом с Рей до того, как она закроет дверь в «Тысячелетнем соколе» и убежит вместе с Сопротивлением.

### «Скайуокер. Восход» (2019)
Этот фильм является для Кайло решающим: именно в этом фильме он присоединился к Рей и помог положить конец Первому Ордену. Через год после событий «Последних джедаев» верховный лидер Кайло Рен находит навигационное устройство, ведущее на планету Экзегол, убежище древних ситхов. Он обнаруживает физически слабого Галактического императора Шива Палпатина, который рассказывает, что создал Сноука в качестве марионетки для управления Первым Орденом. Палпатин предлагает объединить усилия, вводя в строй флот старых звёздных разрушителей, с помощью которых можно создать новую Галактическую Империю. Он поручает Кайло найти Рей, которая продолжает обучение на пути джедая под началом генерала Леи Органы.
Затем Кайло с помощью Силы узнаёт, где находится Рей, и отправляется на Пасаану вместе с рыцарями Рен. После крушения он противостоит ей, не давая посадить транспортник Первого Ордена, но Рей сбивает его молнией Силы и улетает на корабле убийцы-ситха.
За Рей на Киджими прибывает Рен на своём флагмане. Рей чувствует, что Чубакка жив и находится на борту новейшего разрушителя. Пока Кайло ищет Рей, остальные проникают в его Звёздный Разрушитель. Рен с помощью связи через Силу говорит Рей, что она внучка Палпатина, который отдал приказ о её убийстве в детстве, боясь её силы. Затем они сражаются, попутно уничтожив бюст с маской Дарта Вейдера. После Рей сбегает на Соколе Тысячелетия вместе с Финном, По и Чубаккой. Затем на Кеф’Бире (планете с останками Звезды Смерти), Рей находит в соседним с тронным залом помещении навигационное устройство;и прикоснувшись к нему, она увидела себя ситхом. Рен, отследив её до Кеф’Бира, уничтожает устройство и вовлекает Рей в поединок. Умирающая Лея зовёт Кайло через Силу, и Рей в этот момент пронзает его мечом. Генерал Органа в присутствии R2-D2 и Маз Канаты умирает. Чувствуя смерть Леи, Рей лечит Кайло и забирает его TIE Fighter, улетает на Ак-То.
К Рену в видении приходит его отец, Хан Соло. После короткого разговора Кайло выбрасывает свой световой меч и отрекается от Тёмной стороны. Затем он отправляется обратно на Экзегол, дабы помочь Рей покончить с Императором. Но, после того, как он убил Рыцарей Рен, Палпатин питается его силами и силами Рей.
Ослабленная Рей слышит голоса джедаев прошлого. Они побуждают Рей восстать против ситха, который атакует её своей молнией Силы. Рей удерживает молнию световыми мечами Люка и Леи, убивая Палпатина, но погибает от энергетического взрыва после смерти Дарта Сидиуса (уничтожен был не только он, но уничтожены были весь флот звездных разрушителей, база Экзегола (разрушены статуи ситхов прошлого таких как Малак, Бейн, Аннедду, Нихиллус и другие), и клоны созданные Палпатином). Бен воскрешает её с помощью Силы, Рей целует его. Они улыбаются друг другу, но Бен умирает. Его тело мгновенно исчезает одновременно с телом матери. Больше в этом фильме Бен не появляется.

## Критика
Критики остались положительного мнения о Кайло Рене — как о самом персонаже, так и об исполнившим его роль Адаме Драйвере. От многих получили признание сложная противоречивая натура Рена и дизайн его костюма; вдобавок, критики отмечают, что существует ещё много возможностей для дальнейшего раскрытия образа этого персонажа. Питер Брэдшоу из The Guardian одинаково оценил и персонажа, и актёра: «Он великолепно жесток, злобен и непредсказуем; в отличие от более опытного Вейдера, он даёт верх вспышкам гнева и истерикам, с напрасным использованием светового меча — когда подчинённый сообщает ему неудовлетворительные известия о какой-нибудь очередной победе Сопротивления». Тодд Маккарти из The Hollywood Reporter заметил, что у Рена «явно выраженный комплекс неполноценности, это одарённый плохой парень, с которым может произойти много всего интересного как в сценарии, так и в самом фильме» Терри Шварц из IGN тоже назвал блистательной актёрскую игру Драйвера: «В его исполнении вышел невероятно глубокий персонаж, который мог получиться однообразным, и его действия позволяют зрителю долго вспоминать о нём после ухода из кинозала».
Робби Коллин из The Telegraph написал, что «Будет верно охарактеризовать в этом фильме Кайло Рена как аналога Вейдера… Однако невольно поражаешься изобретательности, с которой Абрамс, Кэздан и Арндт подошли к созданию персонажа, а также эмоциональностью и смятением, которые вложил в него Драйвер». Мелисса Леон сравнивает Рена с Энакином Скайуокером из трилогии-приквела, а также подмечает, что его агрессивность и вспыльчивость делают его очень правдоподобным и похожим на многих людей реального мира. Абрамс сообщил Entertainment Weekly, что ему было очень приятно работать с Драйвером, усердно исполнявшим свою роль. Питер Трэверс пишет в журнале Rolling Stone: «Наглая попытка создать двойника Вейдера, одного из величайших плохишей в истории кино, была бы в корне неудачной, но Драйвер, в маске или без неё, делает его хорошо продуманным и запоминающимся».
До приобретения Диснеем компании Lucasfilm и принятия нового сюжетного канона для саги, основными персонажами старой расширенной вселенной «Звёздных войн» также были дети семей Скайуокеров и Соло. Хотя режиссёр фильма «Звёздные войны: Пробуждение силы» Дж. Дж. Абрамс и продюсер Кэтлин Кеннеди отказались заимствовать напрямую сюжетные элементы из старого канона, многие обозреватели предполагают, что образ Кайло Рена мог быть вдохновлён персонажем Джейсеном Соло. В старом каноне Джейсен также был сыном Хана и Леи, вступил в противоречия со своей семьёй и перешёл на Тёмную сторону Силы, став владыкой ситхов по имени Дарт Кейдус. Как и Кайло Рен, он ревностно относился к наследию своего деда Дарта Вейдера. Настоящее имя Кайло Рена — Бен — в старом каноне носил сын Люка Скайуокера и Мары Джейд. Помимо них, в старой расширенной вселенной существовал молодой джедай Кип Дюррон, который, как и Кайло Рен, предал Люка Скайуокера и разрушил новый Орден джедаев. Дополнительно, критики отметили сходство между внешностью Кайло Рена и Ревана — протагониста в игре Star Wars: Knights of the Old Republic.